# إيدي شوتز
إيدي شوتز (بالفرنسية: Edy Schütz)‏ ولد بتاريخ 15 مايو 1941 في لوكسمبورغ، هو دراج في صنف سباق الدراجات على الطريق. شارك في دورة الألعاب الأولمبية الصيفية.

## سجل النتائج

### سباقات أو مراحل فاز بها
- طواف فرنسا

## وصلات خارجية
- الموقع الرسمي

## روابط خارجية
- إيدي شوتز على موقع أرشيف الدراجات (الإنجليزية)
- إيدي شوتز على موقع إحصائيات الدراجات الإحترافية (الإنجليزية)
- إيدي شوتز على موقع أوليمبيديا (الإنجليزية)